# Аукайран
Аукайран (каз. Ауқайран) — село в Исатайском районе Атырауской области Казахстана. Входит в состав Камыскалинского сельского округа. Код КАТО — 234243200.

## Население
В 1999 году население села составляло 255 человек (137 мужчин и 118 женщин). По данным переписи 2009 года, в селе проживало 140 человек (74 мужчины и 66 женщин).